# Carle Gessard
Louis-Carle Gessard est un pharmacien, chimiste et bactériologiste français, né le 3 octobre 1850 à Paris et mort le 7 novembre 1925 dans cette même ville,.

## Biographie
Après des études secondaires au Lycée Bonaparte, Carle Gessard fait avant la Guerre franco-allemande de 1870 un stage de 3 ans chez plusieurs pharmaciens à Paris. Il suit les cours de l'École de pharmacie, entre au Val-de-Grâce et en sort premier de sa promotion en 1875. Revenu au Val-de-Grâce en 1881 comme pharmacien aide-major, chargé de la surveillance des élèves stagiaires, il est docteur en médecine à Paris en 1882,.
Il découvre le bacille pyocyanique, ce qui lui vaut l'amitié de Louis Pasteur et la jalousie de ses confrères. Il est nommé en 1887 professeur agrégé au Val-de-Grâce, est envoyé en Algérie puis à Lille. Il prend sa retraite avant l'âge pour pouvoir se consacrer à ses recherches bactériologiques, qu'il mène en collaboration avec Émile Roux.

## Distinctions
- Chevalier de la Légion d'honneur, à titre militaire.

## Publications
- De la pyocyanine et de son microbe : colorations qui en dépendent dans les liquides organiques, pus et sérosités, sueur, liquides de culture,  applications cliniques, Paris, Davy, 1882.
- Nouvelles recherches sur le microbe pyocyanique, Sceaux, Charaire, 1889.
- Fonctions et races du bacille cyanogène, Sceaux, Charaire, 1889.
- Microbes chromogènes. Pus bleu et lait bleu, conférence faite à l'Institut Pasteur le 9 avril 1892, Paris, Administration des deux revues, 1892.
- Diagnose pigmentaire du bacille pyocyanique, Paris, Masson, 1919.